# 小柳叶蕨
小柳叶蕨（学名：Cyrtogonellum minimum）为鳞毛蕨科柳叶蕨属下的一个种。

## 扩展阅读
- 維基物種上的相關：小柳叶蕨